# Bedulita
Bedulita – miejscowość i gmina we Włoszech, w regionie Lombardia, w prowincji Bergamo.
Według danych na styczeń 2009 gminę zamieszkiwało 728 osób przy gęstości zaludnienia 176,3 os./1 km².